# Kudligere, Bhadravati
Kudligere là một làng thuộc tehsil Bhadravati, huyện Shimoga, bang Karnataka, Ấn Độ.